# Concistori di papa Giovanni XXII

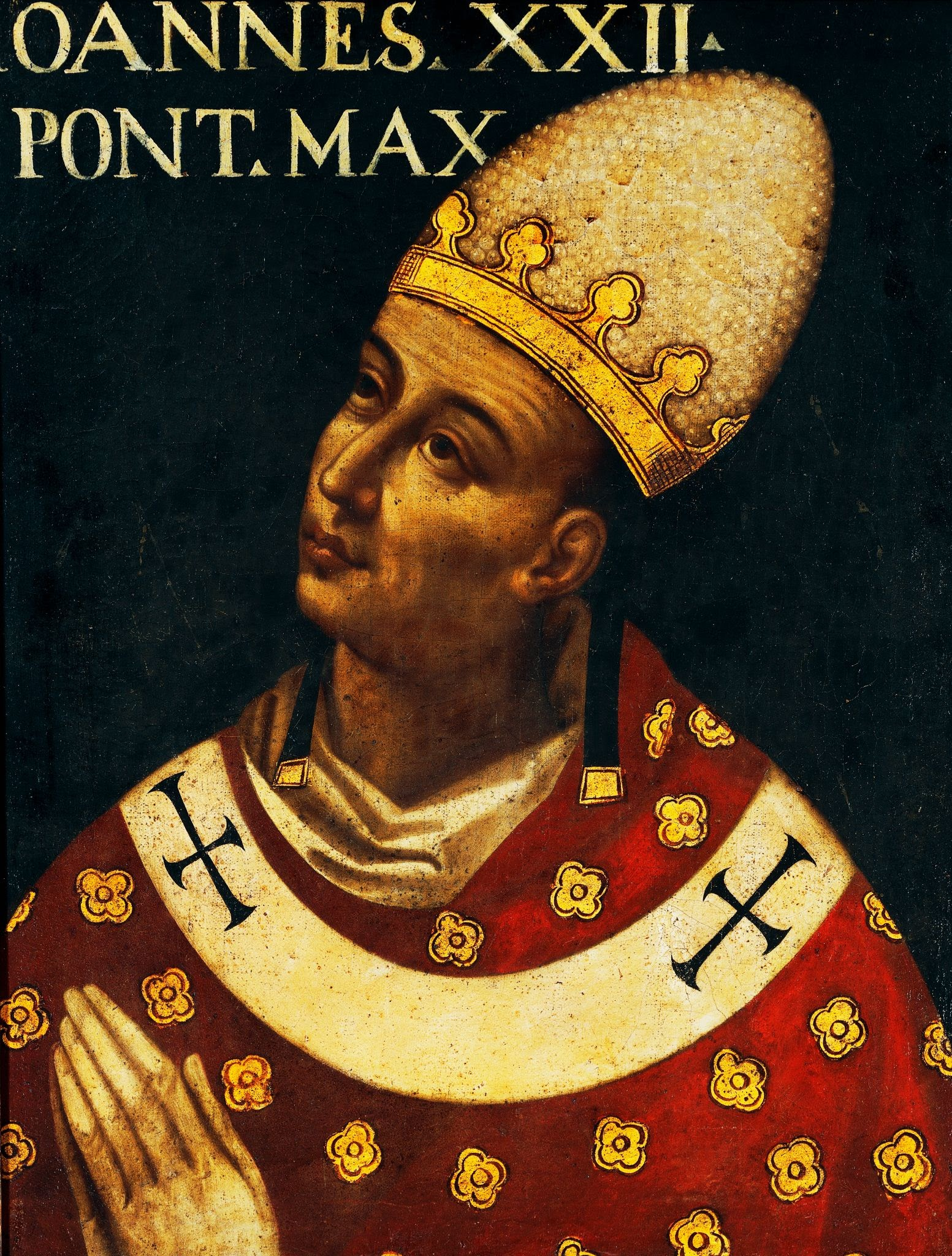
Papa Giovanni XXII

Questa voce raccoglie l'elenco completo dei concistori per la creazione di nuovi cardinali presieduti da papa Giovanni XXII, con l'indicazione di tutti i cardinali creati su cui si hanno informazioni documentarie (28 nuovi cardinali in 6 concistori). I nomi sono posti in ordine di creazione.

## 17 dicembre 1316 (I)
- Bernard de Castanet, vescovo di Le Puy-en-Velay; creato cardinale vescovo di Porto e Santa Rufina (morto nell'agosto 1317)
- Jacques de Via, nipote di Sua Santità; arcivescovo di Avignone; creato cardinale presbitero dei Santi Giovanni e Paolo (morto nel giugno 1317)
- Gauscelin de Jean, canonico della Cattedrale di Reims; creato cardinale presbitero dei Santi Marcellino e Pietro (morto nell'agosto 1348)
- Bertrand du Pouget, nipote di Sua Santità, cappellano papale, arcidiacono di Le Mans (Francia); creato cardinale presbitero di San Marcello (morto nel febbraio 1352)
- Pierre d'Arrabloy, cancelliere del Regno di Francia, arcidiacono di Narbona; creato cardinale presbitero di Santa Susanna (morto nel marzo 1331)
- Bertrand de Montfavès, protonotario apostolico, canonico della Cattedrale di Lione; creato cardinale diacono di Santa Maria in Aquiro (morto nel dicembre 1342)
- Gaillard de la Mothe, protonotario apostolico, canonico della Cattedrale di Narbona; creato cardinale diacono di Santa Lucia in Silice (morto nel dicembre 1356)
- Giovanni Gaetano Orsini, protonotario apostolico; creato cardinale diacono di San Teodoro (morto nell'agosto 1335)

## 20 giugno 1317 (II)
- Arnaud de Via, nipote di Sua Santità; protonotario apostolico, arcidiacono di Fréjus; creato cardinale diacono di Sant'Eustachio (morto nel novembre 1335)

## 20 dicembre 1320 (III)
- Raynaud de La Porte, arcivescovo di Bourges; creato cardinale presbitero dei Santi Nereo e Achilleo (morto nel luglio o nell'agosto 1325)
- Bertrand de La Tour, O.F.M., arcivescovo di Salerno; creato cardinale presbitero di San Vitale (morto tra il 1332 e il 1333)
- Pierre des Prés, arcivescovo di Aix; creato cardinale presbitero di Santa Pudenziana (morto nel settembre 1361)
- Simon d'Archiac, arcivescovo eletto di Vienne; creato cardinale presbitero di Santa Prisca (morto nel maggio 1323)
- Pilfort de Rabastens, O.S.B., vescovo di Rieux; creato cardinale presbitero di Sant'Anastasia (morto nel 1330 o nel 1331)
- Pierre Le Tessier, C.R.S.A., vice-cancelliere di Santa Romana Chiesa; creato cardinale presbitero di Santo Stefano al Monte Celio (morto nell'aprile 1325)
- Raymond Le Roux, nipote di Sua Santità, protonotario apostolico; creato cardinale diacono di Santa Maria in Cosmedin (morto nel novembre 1325)

## 18 dicembre 1327 (IV)
- Jean-Raymond de Comminges, arcivescovo di Tolosa; creato cardinale presbitero di San Vitale (morto nel novembre 1344 o 1348)
- Annibaldo Caetani, arcivescovo di Napoli; creato cardinale presbitero di San Lorenzo in Lucina (morto nel luglio o nell'agosto 1350)
- Jacques Fournier, O.Cist., vescovo di Mirepoix; creato cardinale presbitero di Santa Prisca; poi eletto Papa Benedetto XII il 20 dicembre 1334 (morto nell'aprile 1342)
- Raymond de Mostuéjouls, O.S.B., vescovo di Saint-Papoul; creato cardinale presbitero di Sant'Eusebio (morto nel novembre 1337)
- Pierre de Mortemart, vescovo di Auxerre; creato cardinale presbitero di Santo Stefano al Monte Celio (morto nell'aprile 1335)
- Pierre des Chappes, vescovo di Chartres; creato cardinale presbitero dei Santi Silvestro e Martino ai Monti (morto nel marzo 1336)
- Matteo Orsini, O.P., arcivescovo di Manfredonia; creato cardinale presbitero dei Santi Giovanni e Paolo (morto nell'agosto 1340)
- Pedro Gómez Barroso, senior, vescovo di Cartagena; creato cardinale presbitero di Santa Prassede (morto nel luglio 1348)
- Imbert Dupuis, nipote di Sua Santità, protonotario apostolico; creato cardinale presbitero dei Santi XII Apostoli (morto nel maggio 1348)
- Giovanni Colonna, protonotario apostolico, futuro arciprete della Basilica Lateranense (Roma); creato cardinale diacono di Sant'Angelo in Pescheria (morto nel luglio 1348)

## 25 maggio 1331 (V)
- Hélie de Talleyrand-Périgord, vescovo di Auxerre; creato cardinale presbitero di San Pietro in Vincoli (morto nel gennaio 1364)

## 20 dicembre 1331 (VI)
- Pierre Bertrand, senior, vescovo di Autun; creato cardinale presbitero di San Clemente (morto nel giugno 1348)

## Fonti
- (EN) Current and historical information about the Bishops and Dioceses of the Catholic Hierarchy around the world, su catholic-hierarchy.org.
- (EN) Salvador Miranda, Concistori di papa Giovanni XXII, su fiu.edu – The Cardinals of the Holy Roman Church, Florida International University. URL consultato il 28 luglio 2015.